# Così così
Così così (Another Day) è una serie televisiva statunitense in 4 episodi trasmessi per la prima volta nel corso di una sola stagione nel 1978.
È una sitcom familiare incentrata sulle vicende della famiglia Gardner composta da Don Gardner, che lavora nel marketing pubblicitario e che cerca in maniera ossessiva la via del successo a livello finanziario, la moglie Ginny, i due figli, Kelly e Mark e la madre di Don, Olive.

## Personaggi e interpreti
- Mark (4 episodi, 1978), interpretato da Al Eisenmann.
- Don (4 episodi, 1978), interpretato da David Groh.
- Ginny (4 episodi, 1978), interpretato da Joan Hackett.
- Kelly (4 episodi, 1978), interpretato da Lisa Lindgren.
- Olive (4 episodi, 1978), interpretato da Hope Summers.
- Peter Sloane (2 episodi, 1978), interpretato da Gary Imhoff.

### Guest star
Tra le guest star: Gary Imhoff, Dennis Burkley, Dean Lawrence, Gene Blakeley.

## Produzione
La serie, ideata da James Komack, fu prodotta da James Komack Production Company. Le musiche furono composte da Paul Williams.

### Registi
Tra i registi della serie sono accreditati:
- Burt Brinckerhoff
- Hal Cooper
- Nick Havinga
- James Komack
- Gary Shimokawa

### Sceneggiatori
Tra gli sceneggiatori della serie sono accreditati:
- Charlie Hauck
- Dinah Kirgo
- Julie Kirgo
- Carl Kleinschmitt
- Lynn Phillips
- Bill Taub

## Distribuzione
La serie fu trasmessa negli Stati Uniti dall'8 aprile 1978 al 29 aprile 1978 sulla rete televisiva CBS. In Italia è stata trasmessa con il titolo Così così.

## Episodi
| Stagione       | Episodi | Prima TV USA |
| -------------- | ------- | ------------ |
| Prima stagione | 4       | 1978         |